# Rolete (curva)

Animação de uma rolete de uma parábola sobre outra, resultando uma Cissoide de Diocles

Em geometria diferencial de curvas, uma rolete é um tipo de curva, generalizando cicloides, epicicloides, hipocicloides, trocoides e evolventes.
De forma geral, é a curva descrita por um ponto (denominado gerador ou polo) pertencente a uma curva dada que rola sem deslizar sobre uma outra curva dada e que permanece fixa. Mais precisamente, dada uma curva em um plano que se move tal que a curva rola sem deslizar ao longo de uma dada curva em um plano fixo ocupando o mesmo espaço, então um ponto pertencente ao plano móvel descreve uma curva no plano fixo denominada rolete.
Na animação ao lado, a curva fixa (em azul) é uma parábola, a curva móvel (em verde) é outra parábola igual à azul, e o gerador é o vértice da parábola rolante, que descreve a rolete (em vermelho). Neste caso a rolete é a Cissoide de Diocles.
Quando a curva rolante é uma reta e o gerador é um ponto sobre a reta, a rolete é denominada evolvente da curva fixa. Se a curva rolante é um círculo e a curva fixa é uma reta, a rolete é uma trocoide. Se, neste caso, o ponto está sobre o círculo, então a rolete é uma cicloide.
Se, ao invés de um simples ponto fixo ser marcado na curva girante outra dada curva é carregada junto com o plano móvel, uma família de curvas congruentes é produzida. O envelope desta família também pode ser chamado de rolete.
Um conceito relacionado é uma glissete, a curva descrita por um ponto ligado a uma dada curva quando esta desliza sobre duas (ou mais) curvas dadas.
Formalmente falando, as curvas devem ser diferenciáveis no plano euclidiano. Uma permanece invariante, e a outra é submetida a uma transformação congruente contínua, tal que para todo tempo as curvas são tangentes em um ponto de contato que se move com a mesma velocidade ao longo de qualquer das curvas. A rolete resultante é formada pelo lugar geométrico do gerador sujeito ao mesmo conjunto de transformações congruentes.
Modelando as curvas originais no plano complexo, sejam {\displaystyle r,f:\mathbb {R} \to \mathbb {C} } parametrizações distintas tal que r(0)=f(0), r′(0)=f′(0), e |r′(t)|=|f′(t)|≠0 para todo t. A rolete de {\displaystyle p\in \mathbb {C} } quando r rola sobre f é então dada pelo mapeamento
{\displaystyle t\mapsto f(t)+(p-r(t)){f'(t) \over r'(t)}.}
Roletes em espaços de maiores dimensões podem ser imaginadas, mas são necessário mais parâmetros que apenas tangentes.

## Exemplo
Se a curva fixa é uma catenária e a curva rolante uma reta, temos:
{\displaystyle f(t)=t+i(\cosh(t)-1)\qquad r(t)=\sinh(t)}
{\displaystyle f'(t)=1+i\sinh(t)\qquad r'(t)=\cosh(t).}
A parametrização da linha é tal que
{\displaystyle |f'(t)|\,} {\displaystyle ={\sqrt {1^{2}+\sinh ^{2}(t)}}} {\displaystyle ={\sqrt {\cosh ^{2}(t)}}} {\displaystyle =|r'(t)|.\,}
Aplicando a fórmula acima obtemos
{\displaystyle f(t)+(p-r(t)){f'(t) \over r'(t)}=t-i+{p-\sinh(t)+i(1+p\sinh(t)) \over \cosh(t)}=t-i+(p+i){1+i\sinh(t) \over \cosh(t)}.}
Se p = −i a expressão tem a parte imaginária constante (−i) e a rolete é uma linha horizontal. Uma aplicação interessante disto é que uma roda quadrada pode rolar sem saltar sobre uma estrada que é composta por uma série de arcos catenários, como mostra a animação a seguir.

A roda quadrada

## Lista de roletes
| Curva fixa     | Curva rolante                                  | Ponto gerador           | Rolete                 |
| -------------- | ---------------------------------------------- | ----------------------- | ---------------------- |
| Qualquer curva | Reta                                           | Ponto da reta           | Evolvente de uma curva |
| Reta           | Circunferência                                 | Qualquer                | Trocoide               |
| Reta           | Circunferência                                 | Ponto da circunferência | Cicloide               |
| Reta           | Cônica                                         | Centro da cônica        | Rolete de Sturm        |
| Reta           | Cônica                                         | Foco da cônica          | Rolete de Delaunay     |
| Reta           | Parábola                                       | Foco da parábola        | Catenária              |
| Reta           | Elipse                                         | Foco da elipse          | Catenária elíptica     |
| Reta           | Hipérbole                                      | Foco da hipérbole       | Catenária hiperbólica  |
| Reta           | Hipérbole                                      | Centro da hipérbole     | Elástica retangular    |
| Reta           | Epicicloide ou Hipocicloide                    | Centro                  | Elipse                 |
| Circunferência | Circunferência                                 | Qualquer                | Trocoide centrada      |
| Parábola       | Parábola igual parametrizada em sentido oposto | Vértice da parábola     | Cissoide de Diocles    |
| Catenária      | Reta                                           | Ver exemplo acima       | Line                   |